# Battleground 2016
Battleground 2016 è stata la quarta edizione dell'omonimo evento in pay-per-view prodotto annualmente dalla WWE. L'evento si è svolto il 24 luglio 2016 al Verizon Center di Washington.
È stato l'ultimo pay-per-view aperto ad entrambi i roster (fatta eccezione per i Big Four) fino al maggio del 2018.

## Storyline
Il 19 giugno, a Money in the Bank, Dean Ambrose ha vinto il Money in the Bank Ladder match sconfiggendo Sami Zayn, Cesaro, Kevin Owens, Alberto Del Rio e Chris Jericho e ottenendo quindi la valigetta che gli consente di ottenere un'opportunità titolata per il WWE Championship in qualsiasi momento. Quella stessa sera Seth Rollins ha sconfitto Roman Reigns, laureandosi nuovo WWE Champion ma, a fine match, Ambrose ha incassato il suo contratto del Money in the Bank e ha sconfitto Rollins, divenendo così nuovo campione. Nella successiva puntata di Raw del 20 giugno Shane McMahon ha sancito un match tra Seth Rollins e Roman Reigns per decretare il contendente nº1 al WWE Championship di Ambrose ma il match tra i due è terminato in un doppio count-out. Tutto ciò ha portato Shane ad annunciare un Triple Threat match tra Dean Ambrose, Roman Reigns e Seth Rollins per il WWE Championship a Battleground.
Nella puntata di Raw del 27 giugno Kevin Owens e Sami Zayn sono stati ospiti dell'Highlight Reel di Chris Jericho. Durante il segmento Zayn ha sfidato Owens ad un match a Battleground, sfida che il "Prize Fighter" ha accettato.
A Money in the Bank Becky Lynch e Natalya sono state sconfitte da Charlotte e Dana Brooke; nel post match Natalya ha effettuato un turn heel attaccando la sua compagna Becky. Le due si sono in seguito attaccate in diverse occasioni negli show settimanali e, per questo, è stato sancito un match tra le due a Battleground.
A Money in the Bank John Cena è stato sconfitto da AJ Styles a causa dell'interferenza di Karl Anderson e Luke Gallows, i quali hanno colpito Cena con la Magic Killer mentre l'arbitro era distratto, permettendo a Styles di schienare il "leader della Cenation" dopo una Styles Clash. Nella puntata di Raw del 4 luglio il The Club (la stable formata da Styles, Anderson e Gallows) ha attaccato Cena, il quale è stato soccorso da Enzo Amore e Big Cass. Vista la situazione è stato sancito un Six-Man Tag Team match per Battleground tra Cena, Amore e Cass e il The Club.
Nella puntata di Raw dell'11 luglio Darren Young, accompagnato da Bob Backlund, ha vinto una Battle Royal per determinare il contendente nº 1 all'Intercontinental Championship detenuto da The Miz.  A seguito di ciò, è stato annunciato un match tra i due a Battleground valevole per il titolo intercontinentale.
Nella puntata di SmackDown del 7 luglio Zack Ryder ha sconfitto Sheamus, dichiarando apertamente di volere lo United States Championship di Rusev. Nella puntata di Raw dell'11 luglio Zack Ryder ha sfidato pubblicamente Rusev per il titolo, sfida che il bulgaro ha accettato attaccando Ryder al termine del suo match perso contro Sheamus. Questo ha portato a sancire un match tra i due per Battleground valevole per il titolo degli Stati Uniti.
Dopo un mese di promo e parodie, nella puntata di Raw dell'11 luglio la Wyatt Family (Bray Wyatt, Erick Rowan e Braun Strowman) ha attaccato i WWE Tag Team Champions del New Day (Big E, Kofi Kingston e Xavier Woods) in un promo pre-registrato. Questo ha portato all'annuncio di un Six-man Tag Team match non titolato tra la Wyatt Family e il New Day.
Nella puntata di Raw dell'11 luglio Sasha Banks ha sconfitto Dana Brooke; la WWE Women's Champion Charlotte ha dunque detto a Sasha che le avrebbe concesso un match titolato per Battleground qualora avesse sconfitto nuovamente la sua amica Dana in un match a SmackDown. Infatti, nella puntata di SmackDown del 14 luglio, Sasha ha sconfitto nuovamente Dana ma è stata attaccata nel post match da Charlotte. Nonostante questo, per Battleground è stato annunciato un Tag team match tra Charlotte e Dana Brooke contro Sasha Banks ed una partner ignota, rivelatasi poi Bayley (appartenente al territorio di sviluppo di NXT).
Il 22 luglio è stato annunciato per il Kick-off un tag team match tra gli Usos e i Breezango (Fandango e Tyler Breeze).
Il rientrate Randy Orton, inoltre, pur non partecipando attivamente a questo pay-per-view, sarà ospite dell'Highlight Reel di Chris Jericho.

## Risultati
| #       | Incontri                                                                               | Stipulazioni                                          | Durata |
| ------- | -------------------------------------------------------------------------------------- | ----------------------------------------------------- | ------ |
| Kickoff | I Breezango hanno sconfitto gli Usos                                                   | Tag team match                                        | 05:26  |
| 1       | Bayley e Sasha Banks hanno sconfitto Charlotte e Dana Brooke                           | Tag team match                                        | 07:25  |
| 2       | La Wyatt Family ha sconfitto il New Day                                                | Six-man tag team match                                | 08:47  |
| 3       | Rusev (c) (con Lana) ha sconfitto Zack Ryder per sottomissione                         | Single match per il WWE United States Championship    | 07:01  |
| 4       | Sami Zayn ha sconfitto Kevin Owens                                                     | Single match                                          | 18:22  |
| 5       | Natalya ha sconfitto Becky Lynch per sottomissione                                     | Single match                                          | 09:04  |
| 6       | The Miz (c) (con Maryse) vs. Darren Young (con Bob Backlund) è terminato in no-contest | Single match per il WWE Intercontinental Championship | 08:41  |
| 7       | Big Cass, Enzo Amore e John Cena hanno sconfitto il Club                               | Six-man tag team match                                | 14:30  |
| 8       | Dean Ambrose (c) ha sconfitto Roman Reigns e Seth Rollins                              | Triple threat match per il WWE Championship           | 18:03  |